# 豊浜 (南知多町)
豊浜（とよはま）は、愛知県知多郡南知多町の地名。伊勢湾に面する知多半島南端部にあり、豊浜漁港は愛知県有数の漁獲高を有する。

## 地理
知多半島の南端部、南知多町の中央部に位置する。南は伊勢湾に面しており、東は師崎と片名、西は山海、北は大井・豊丘や南知多町に隣接する美浜町に接している。
須佐湾に面する豊浜漁港の周囲に集落が形成されている。歴史的には漁業・農業・食品加工業に従事する住民が多かったが、現代には観光業などが盛んになった。国道247号が海岸沿いを東西に、愛知県道280号豊丘豊浜線が南北に通る。

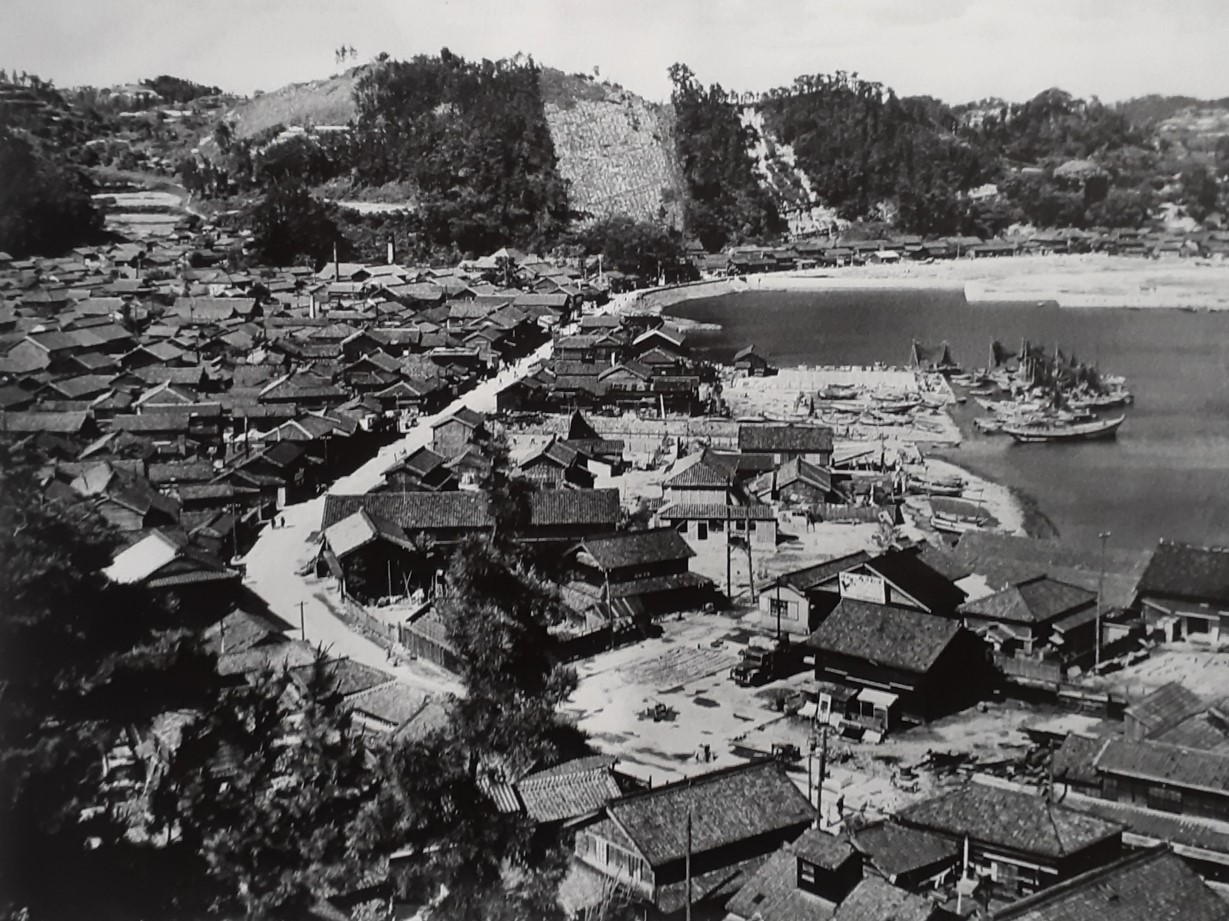
1952年の豊浜の町並み
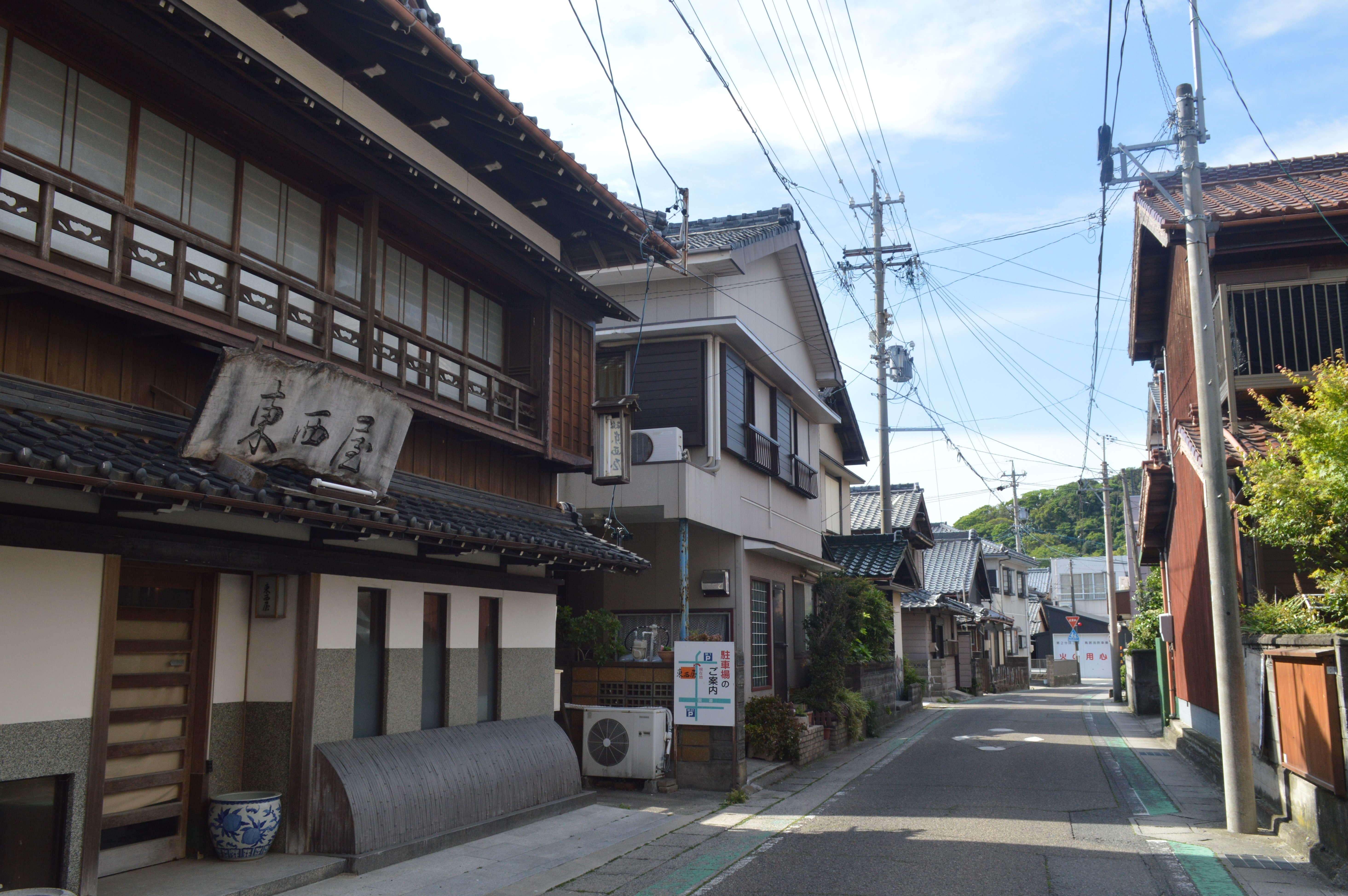
現在の豊浜の町並み
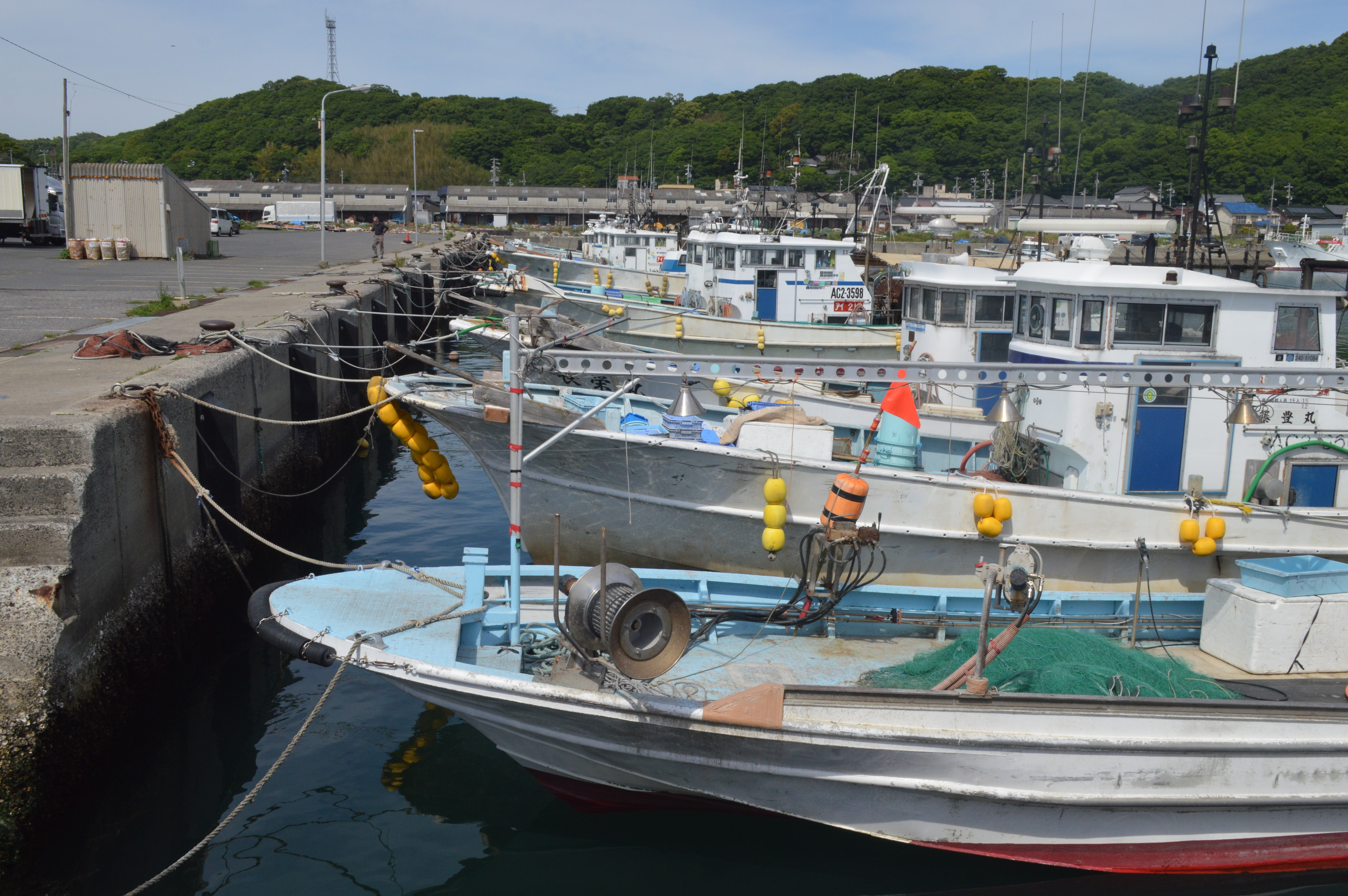
豊浜漁港

### 交通
- 国道247号
- 愛知県道276号奥田内福寺南知多線
- 愛知県道280号豊丘豊浜線
- 愛知県道281号大井豊浜線

### 人口の変遷
国勢調査による人口および世帯数の推移。
| 1995年（平成7年）  | 1628世帯 6083人 |  |
| 2000年（平成12年） | 1598世帯 5484人 |  |
| 2005年（平成17年） | 1602世帯 5038人 |  |
| 2010年（平成22年） | 1681世帯 4642人 |  |
| 2015年（平成27年） | 1646世帯 4190人 |  |
| 2020年（令和2年）  | 1517世帯 3612人 |  |

## 歴史

### 中世以前
豊浜地区からは縄文時代中期の遺跡が発見されている。奈良時代末期の万葉集には須佐の入江を詠んだ2首の歌が収録されている。
中世には、正衆寺の東方に千賀氏が築いた山城の須佐城があり、千賀氏が師崎に移った後に廃城になったと推定されている。

### 近世

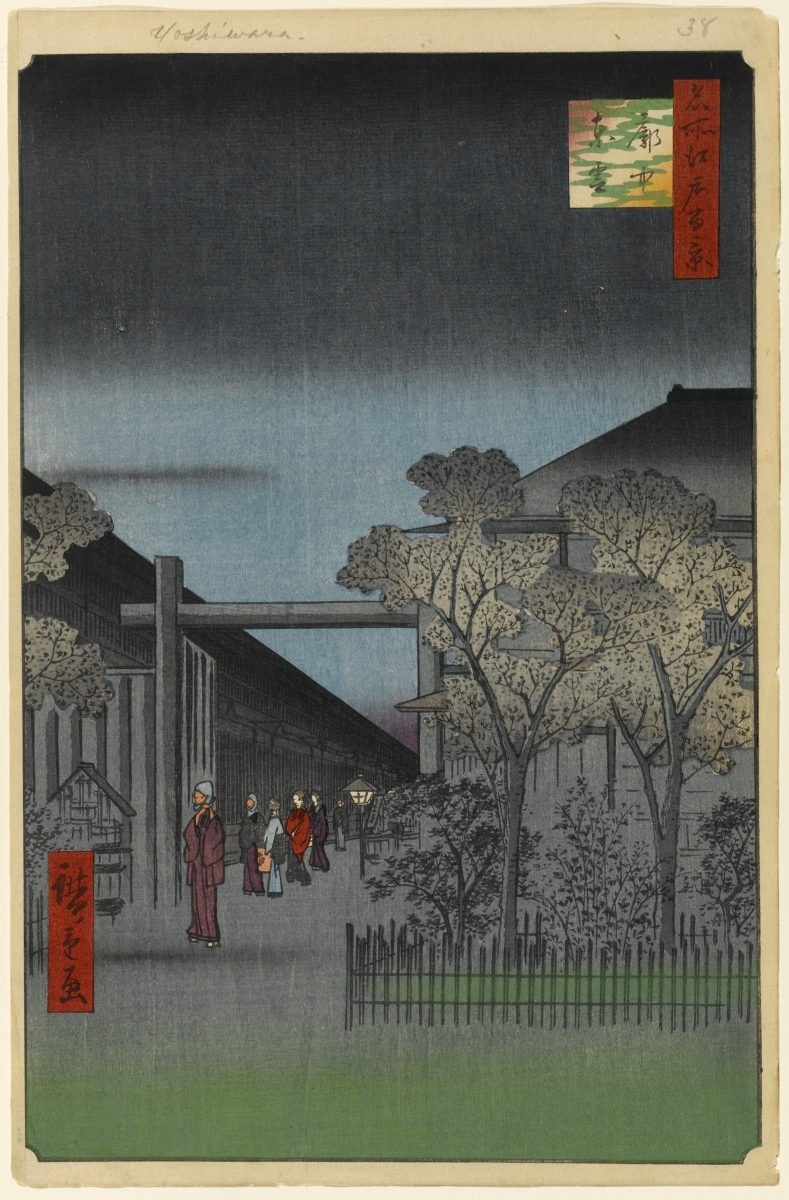
須佐出身の楼主が多数いた吉原遊廓

江戸時代のこの地には須佐村があり、須佐村の支郷として西に中須（なかず）があった。寛文年間（1661年～1673年）末期に尾張藩によって編纂された『寛文村々覚書』によると、須佐村の戸数は377、人口は767、概高は1749石余であり、平田船11隻を有していた。
須佐村は海上交通の要衝だったことから江戸との交流があった。延宝年間（1673年～1681年）頃の江戸・吉原遊廓には、尾張屋（松本清十郎）、桔梗屋、海老屋、松葉屋、伊勢屋、井筒屋、橋本屋、俵屋、泉屋など、須佐村出身の楼主が多数おり、「壁と吉原すさで持つ」と俚謡に歌われた。元禄4年（1691年）の中須は70隻の船を有しており、『戎講組合船数帳』によると内海と師崎に次いで多かった。天保年間（1830年～1844年）頃には須佐村から中須村が独立した。
近世には漁業や農業に加えて海運業も営まれ、内海船の船主も多かった。江戸時代には伊勢湾における漁業の中心のひとつであり、江戸と大坂を結ぶ船の寄港地でもあった。

### 近代

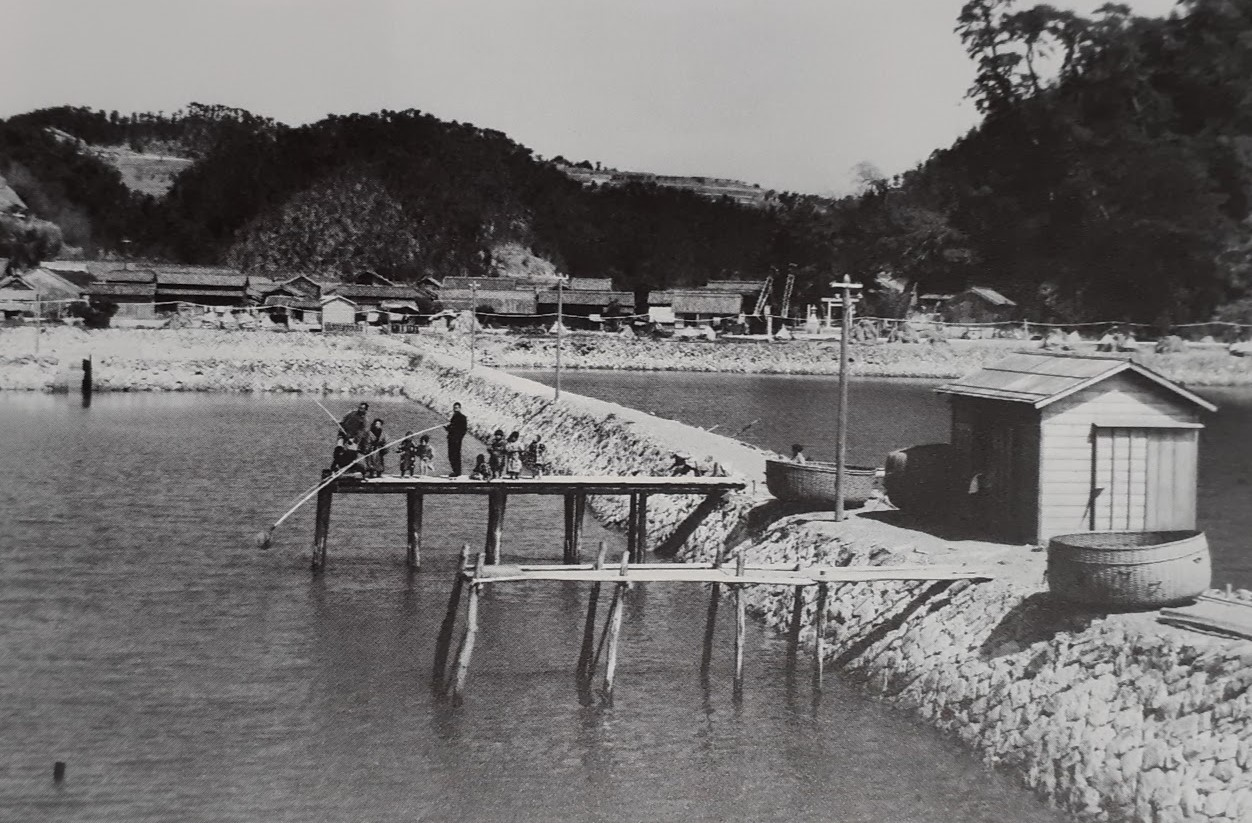
大正時代の愛知県水産試験場鹹水養魚池

1878年（明治11年）、知多郡須佐村と中須村が合併して豊浜村となった。1889年（明治22年）には町村制が施行され、それまでの豊浜村の範囲に知多郡豊浜村が発足した。大字は編成していない。1891年（明治24年）の戸数は763戸、人口は3974人。
1899年（明治32年）には郵便取扱所が開設された。1903年（明治36年）には尾三製網が設立され、製品は北陸地方や北海道にも出荷された。1905年（明治38年）には豊浜村が町制を施行して豊浜町が発足した。この際にも大字は編成しなかったが、1906年（明治39年）に豊丘村豊丘の一部を合併し、豊浜と豊丘の2つの大字を編成した。1911年（明治44年）には豊浜電話局が開局した。
1912年（大正元年）には幡豆郡一色町から豊浜小佐に愛知県水産試験場養殖部が移転した。1922年（大正11年）には漁網を製造する網太会社が設立された。明治以後には豊浜バス停付近に豊浜缶詰工場があり、豊浜漁港で水揚げされた水産加工品を製造していた。

### 現代

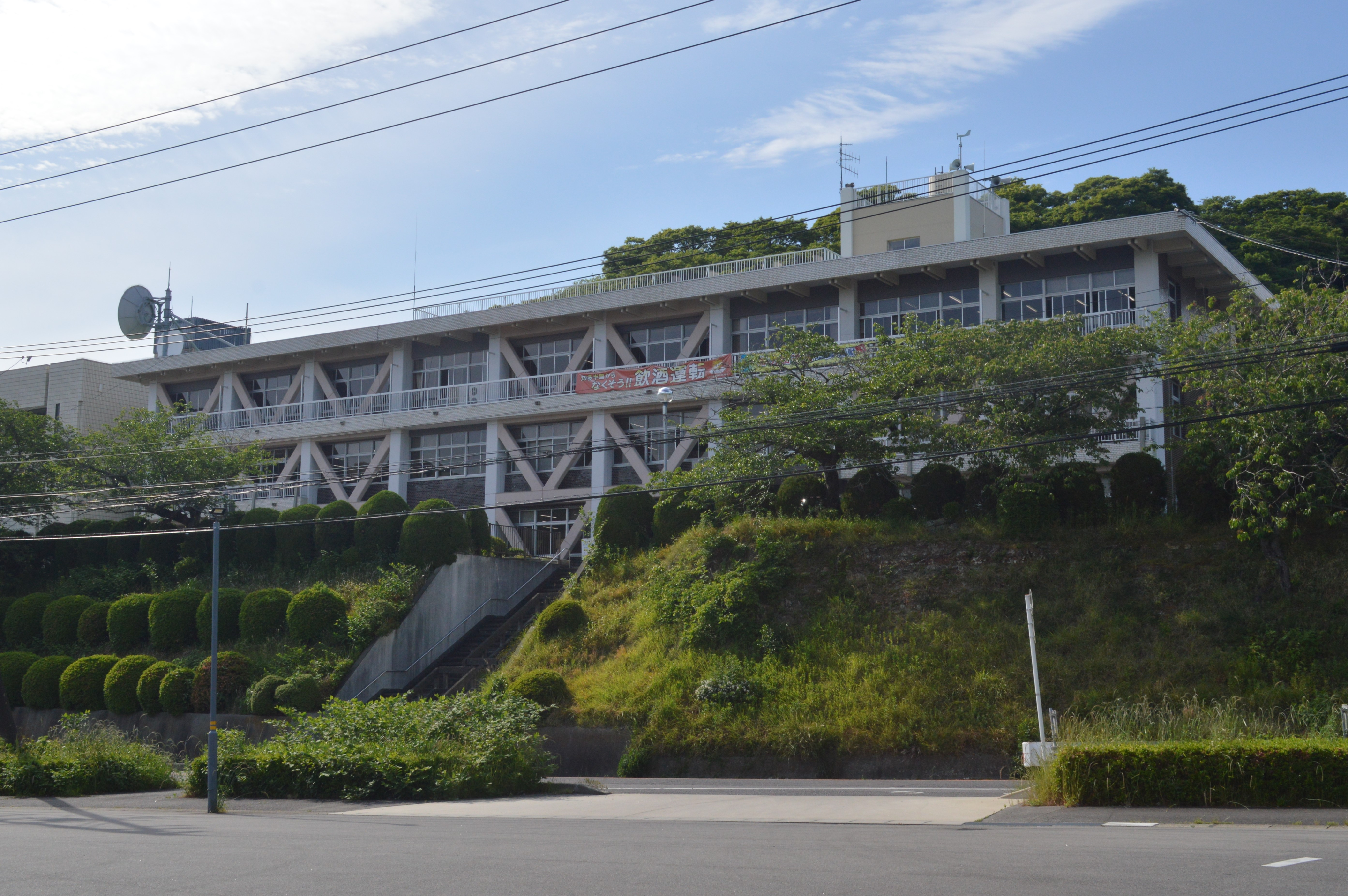
南知多町役場

1958年（昭和33年）4月10日には海岸部が三河湾国定公園に指定された。1961年（昭和36年）6月1日、豊浜町、内海町、師崎町、篠島村、日間賀島村の3町2村が合併して南知多町が発足し、大字として豊浜と豊丘が編成された。南知多町役場は内海に置かれ、豊浜には南知多町役場豊浜支所が置かれた。
1968年（昭和43年）6月、豊浜に鉄筋コンクリート造3階建の南知多町役場新庁舎が竣工し、町役場が内海から移転した。1970年の世帯数は1923戸、人口は8780人。1977年（昭和52年）10月には国営農地豊浜団地が起工した。
1989年（平成元年）時点の世帯数は1655戸、人口は6940人。

## 産業

### 漁業

#### 豊浜漁港

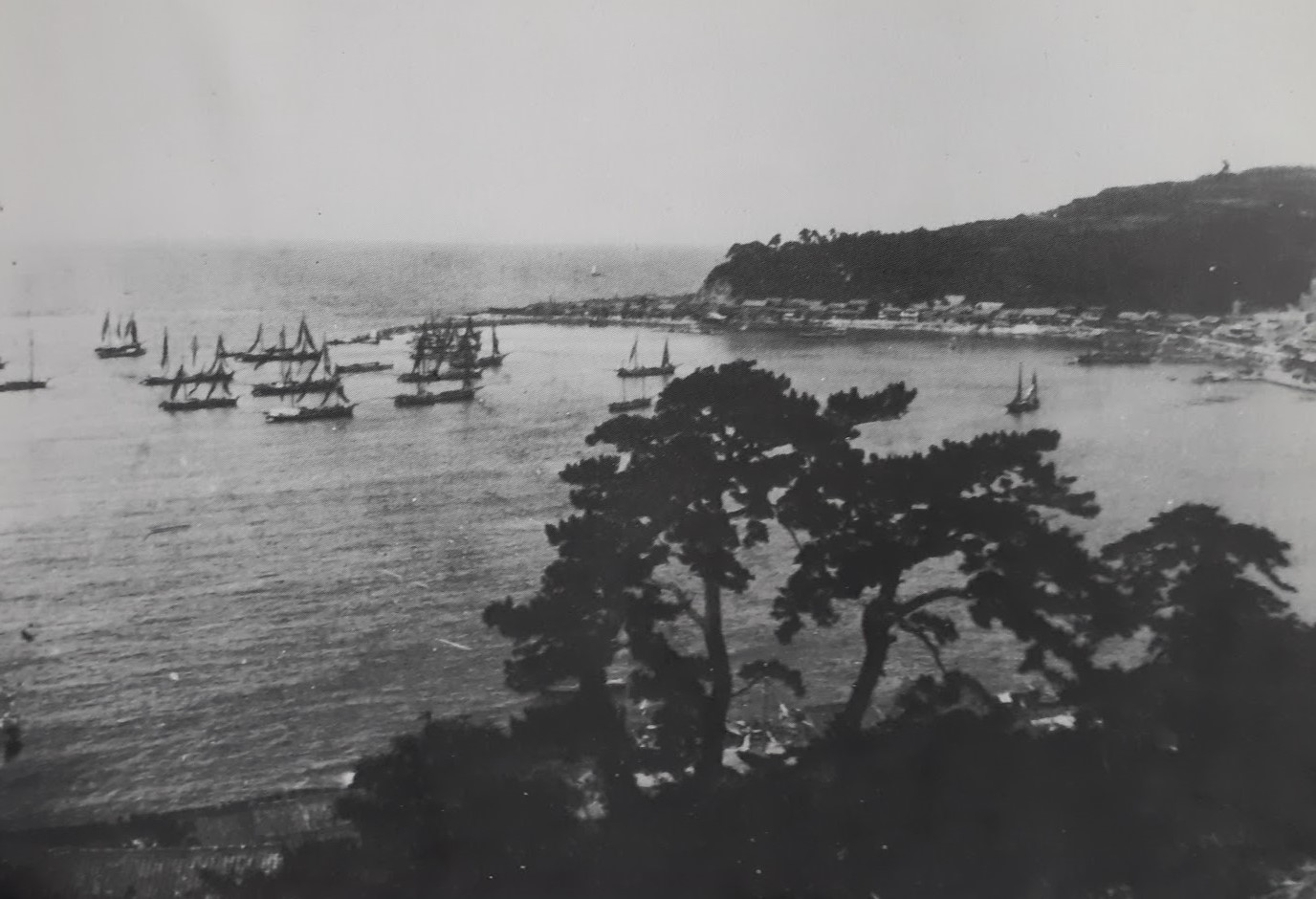
大正時代の豊浜漁港

豊浜漁港は豊浜地区・中洲地区・小佐地区の3地区からなる漁港である。知多半島南部における沿岸漁業の中心であり、愛知県有数の漁獲高を有する。蒲郡市の三谷漁港や形原漁港とともに、愛知県に3ある第3種漁港のひとつである。
豊浜漁港は南東の風を防ぐ須佐湾にあり、天然の良港とされる。古くから「須佐の入江」と呼ばれていた。江戸時代には伊勢湾における漁業の中心のひとつであり、江戸と大坂を結ぶ船の寄港地としても栄えた。

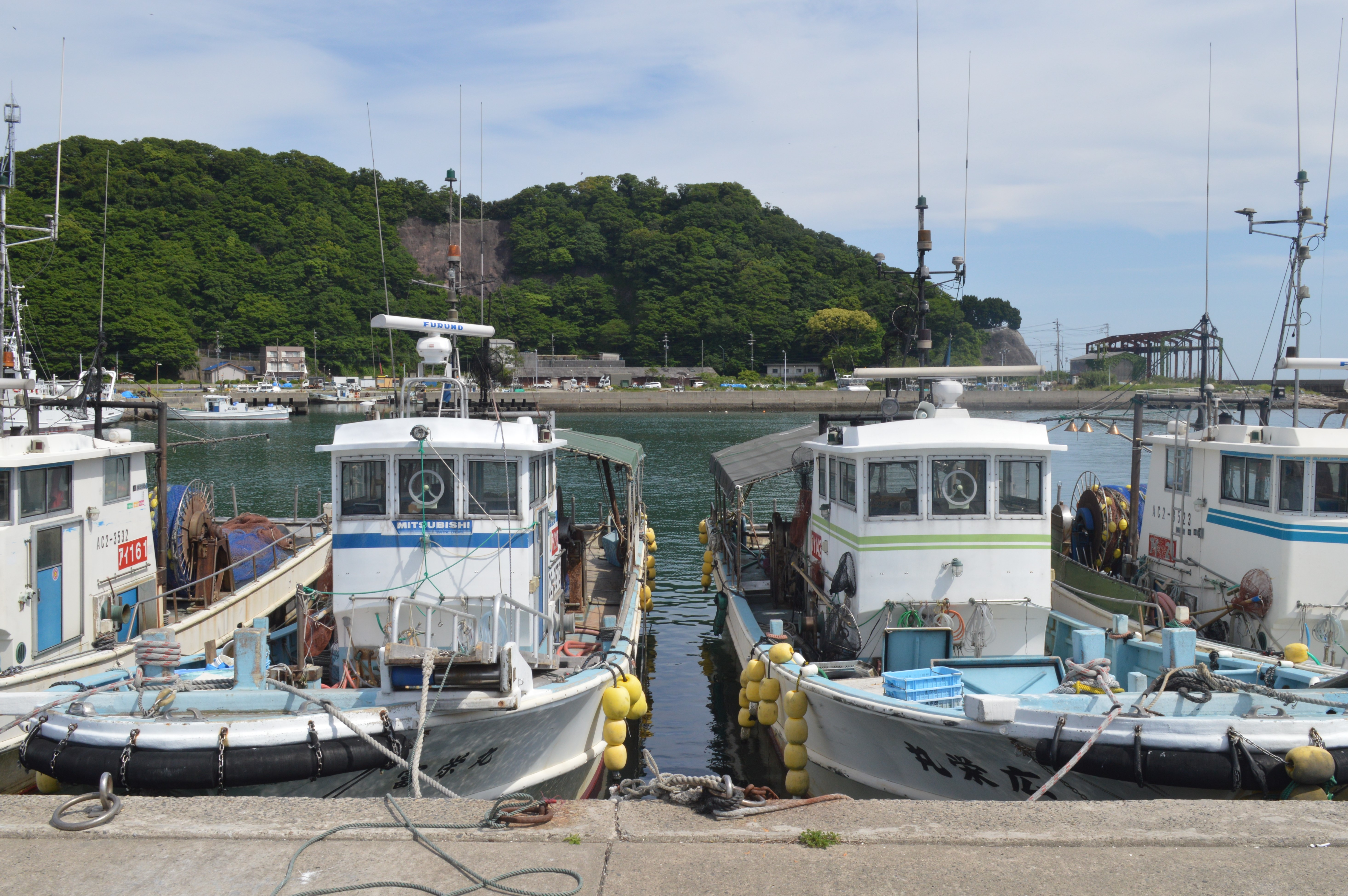
現在の豊浜漁港

1950年（昭和25年）に漁港法が制定されると（旧）豊浜漁港と中洲漁港が漁港指定を受け、1951年（昭和26年）から港湾の整備が実施された。1963年（昭和38年）には豊浜漁港と中洲漁港が合併して（新）豊浜漁港となった。1991年（平成3年）には豊浜地区で第11回全国豊かな海づくり大会が開催された。
現在は中型・小型の底引網漁が主体であり、イワシ・エビ・イカナゴ・シャコ・カレイなどを水揚げしている。豊浜漁港は漁業無線局・製氷工場・冷凍工場・修理工場・漁具倉庫・網干場などの施設を有している。

#### 愛知県水産試験場漁業生産研究所

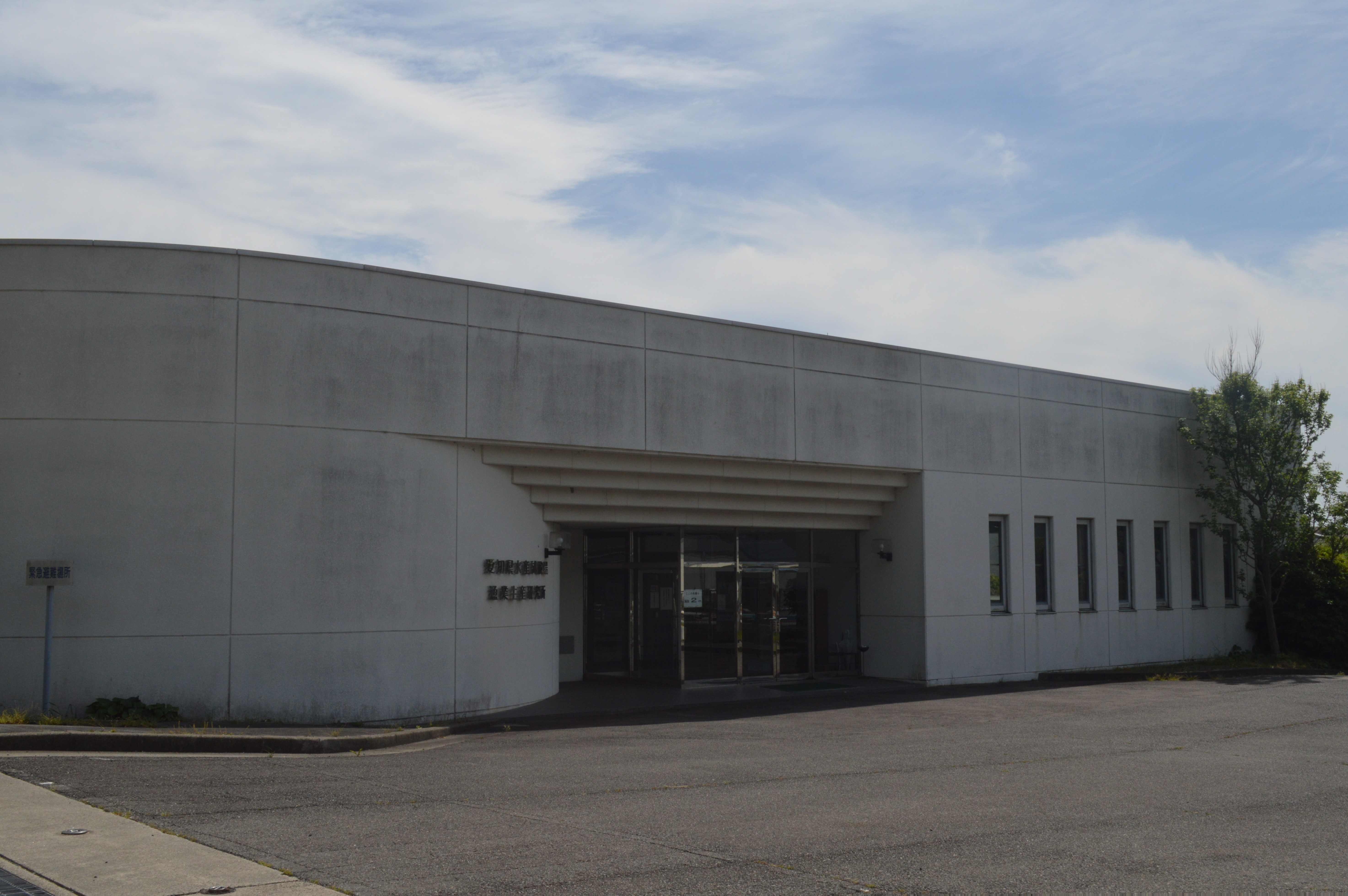
愛知県水産試験場漁業生産研究所

豊浜小佐には愛知県水産試験場漁業生産研究所がある。
1894年（明治27年）には幡豆郡一色町に愛知県水産試験場が設立された。1912年（大正元年）に水産試験場養殖部が一色町から豊浜村小佐に移転すると、1913年（大正2年）には埋め立てられた小佐湾の一部に5000坪の鹹水養魚場が完成した。カレイやクルマエビなどの養殖の研究が行われ、1917年（大正6年）から1919年（大正8年）には国庫補助も受けてマダイ・クロダイ・スズキ・クルマエビなどの防寒試験も行われた。1920年（大正9年）には施設が民間に払い下げられ、1934年（昭和9年）に研究が再開されたが、1939年（昭和14年）に閉鎖された。
1963年（昭和38年）には知多郡横須賀町にあった愛知県水産試験場尾張分場が小佐に移転し、海苔・ワカメ・サザエなどの養殖の研究を行っている。

## 教育

### 南知多町立豊浜小学校
1872年（明治5年）には中須村に中須郷学校が創立、1873年（明治6年）には須佐村に養龍学校が創立し、1876年（明治9年）にはそれぞれ中須学校と須佐学校に改称した。1892年（明治25年）にはそれぞれ中須尋常小学校と須佐尋常小学校に改称し、1893年（明治26年）には須佐尋常小学校に高等科が設置されて須佐尋常高等小学校となった。1907年（明治40年）には中須尋常小学校が須佐尋常高等小学校に統合され、須佐尋常高等小学校は豊浜第一尋常高等小学校に改称した。
1947年（昭和22年）には豊浜町立豊浜小学校に改称し、1961年（昭和36年）には南知多町立豊浜小学校に改称した。2008年（平成20年）には南知多町立豊丘小学校を統合した。

### 南知多町立豊浜中学校（閉校）
1947年（昭和22年）4月に豊浜町立豊浜中学校として開校し、1961年（昭和36年）には南知多町立豊浜中学校に改称した。1960年（昭和35年）には大相撲の横綱大鵬が来校したこともある。生徒数のピークは744人だった1961年（昭和36年）である。
2018年（平成30年）には生徒数が100人を下回り、最終年度の2022年度（令和4年度）の生徒数は75人だった。2023年（令和5年）3月に閉校となり、新たに開校した南知多町立南知多中学校に統合された。

## 施設
- 南知多町役場
- 豊浜郵便局
- JAあいち知多南知多支店
- 豊浜魚ひろば - 豊浜漁港にある産直市場。1986年（昭和61年）9月完成[WEB 11]。

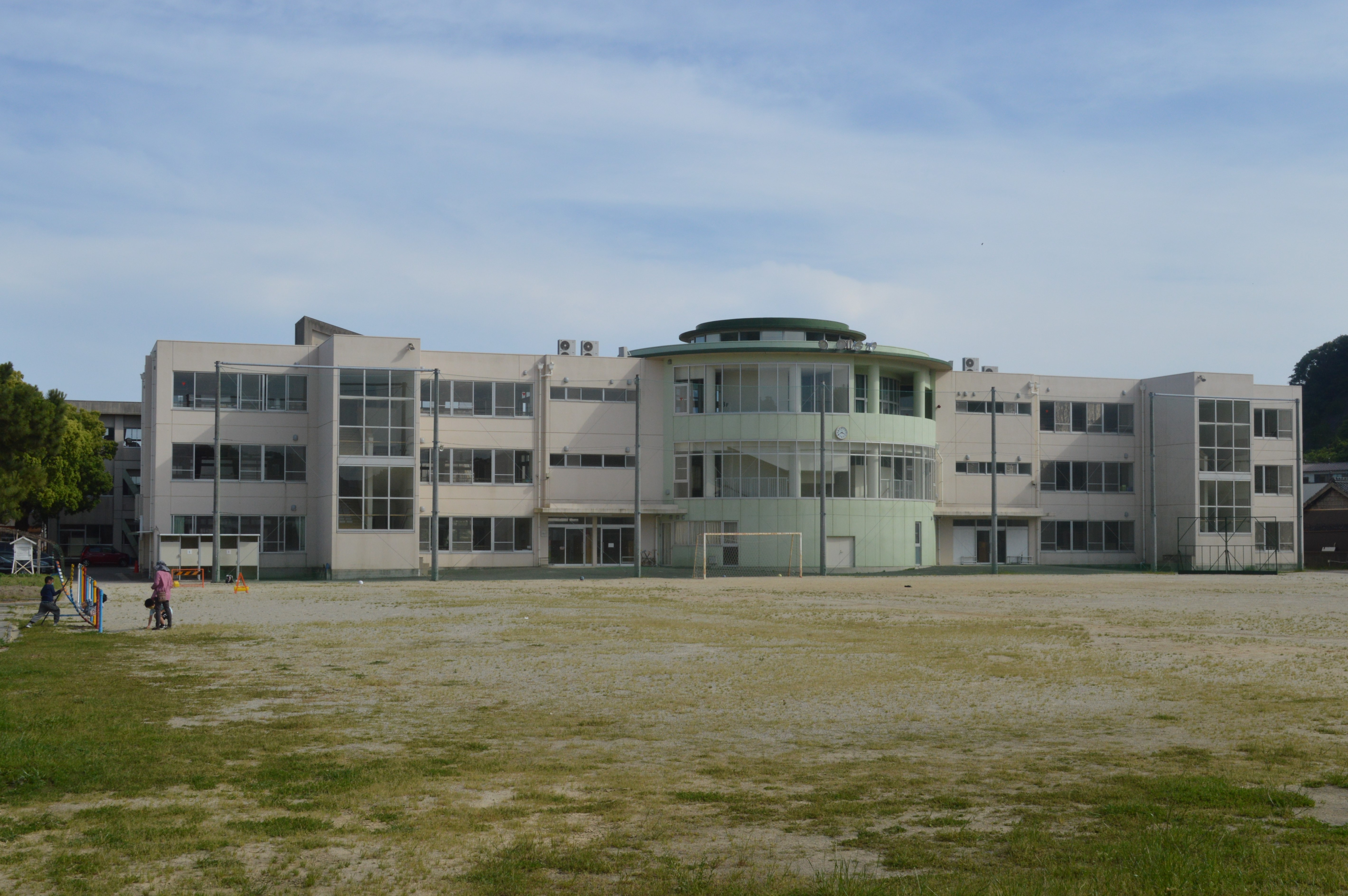
南知多町立豊浜小学校
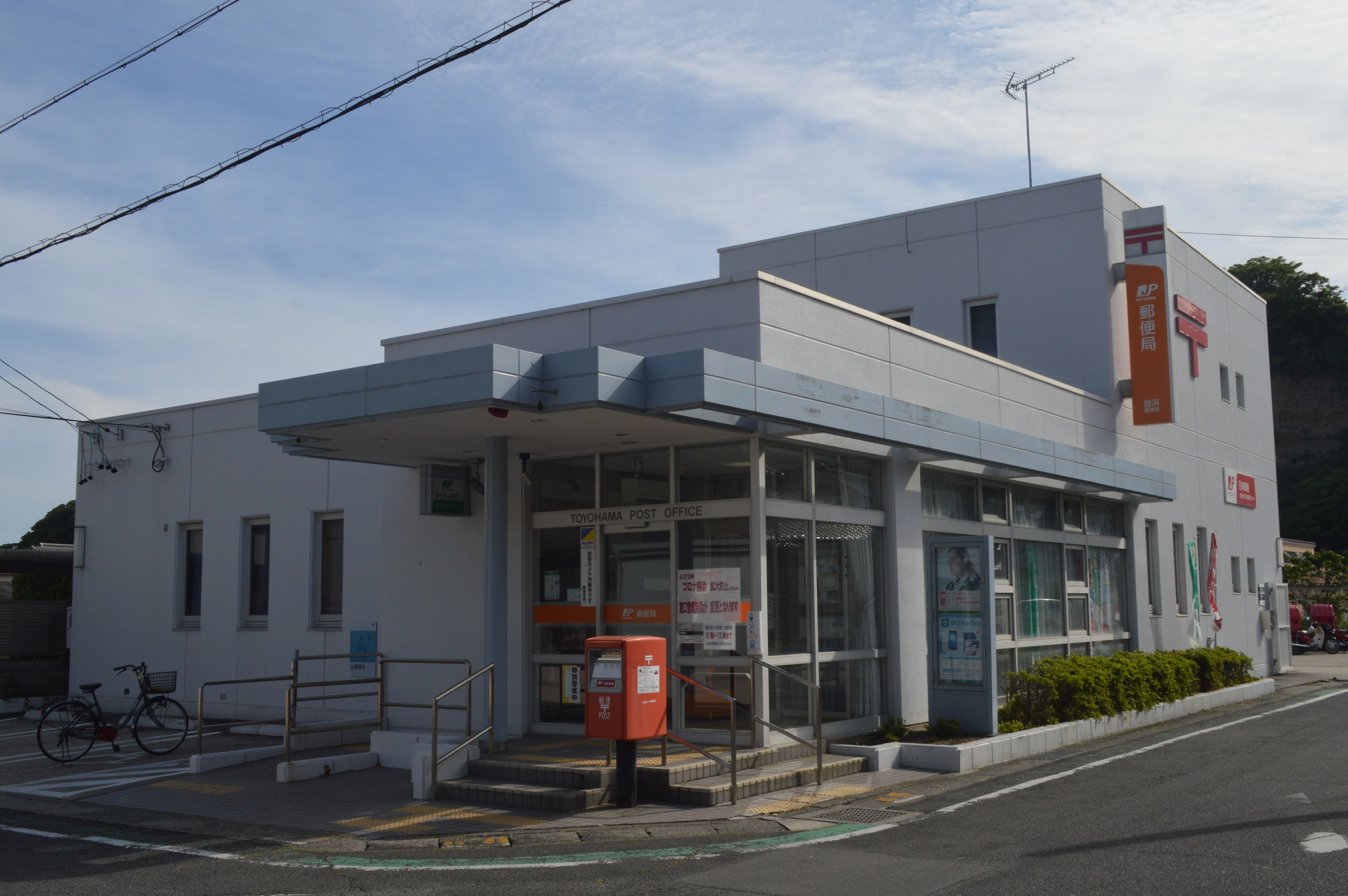
豊浜郵便局
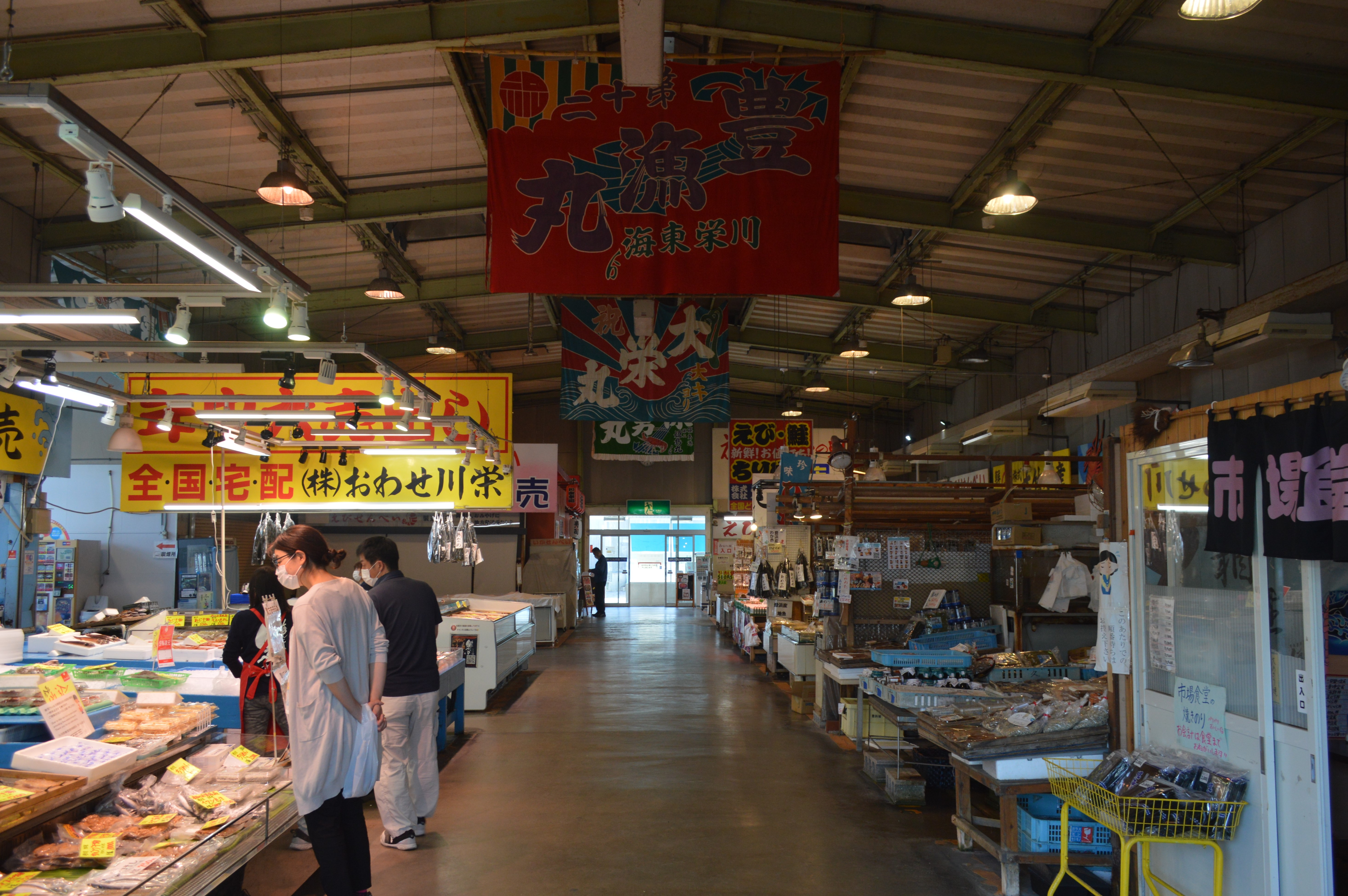
豊浜魚ひろば

## 名所・旧跡
- 須男神社
- 土御前神社
- 白山社
- 中洲神社
- 津島神社
- 神明社 - 小佐。

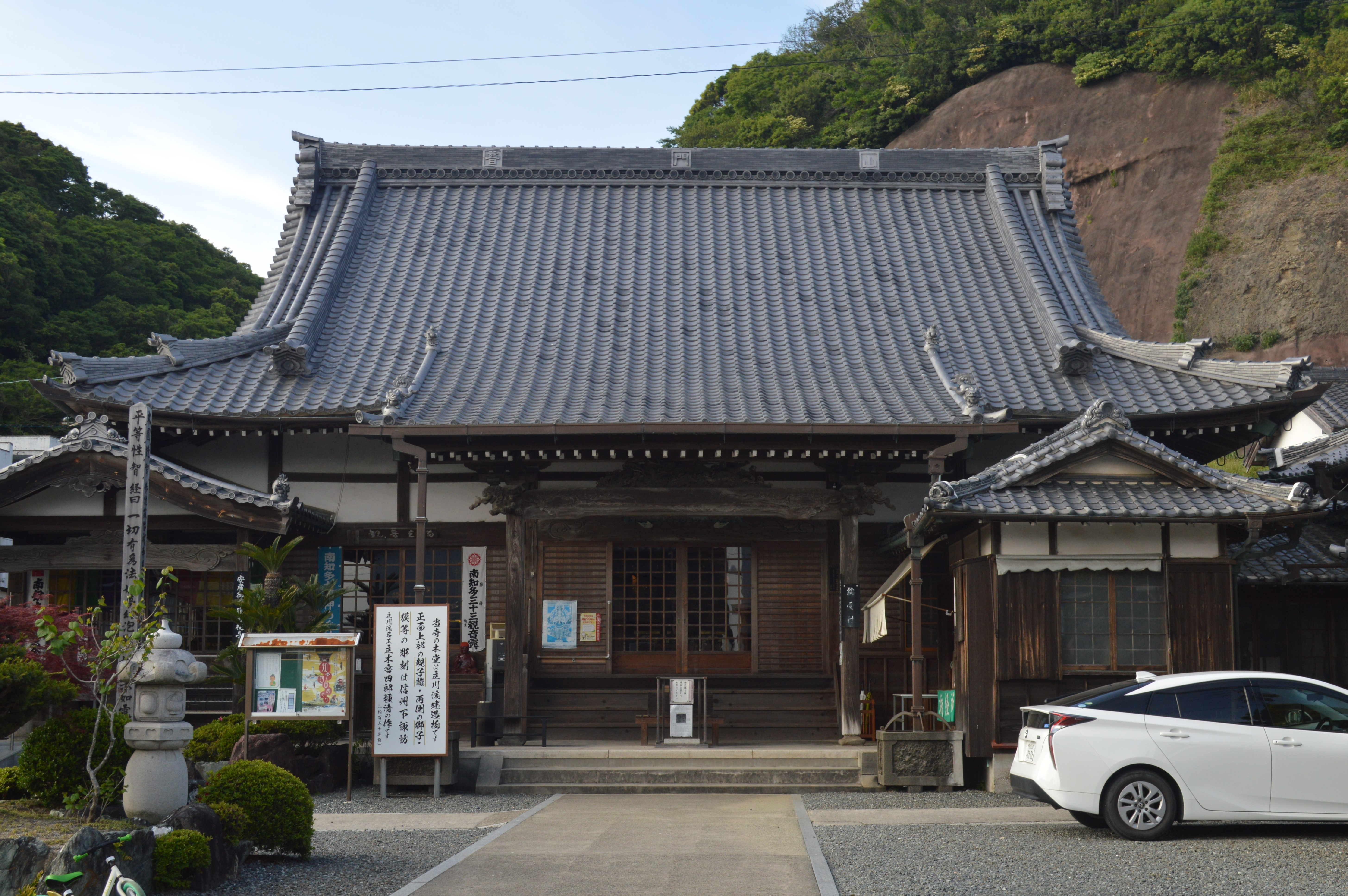
影向寺

- 影向寺 - 曹洞宗の寺院。永禄元年（1558年）創立。子安観音霊場として知られ、半地下の台座の上に子安観音像がある[WEB 15]。知多四国霊場40番札所。南知多三十三観音霊場21番札所[WEB 16]。
- 極楽寺 - 曹洞宗の寺院。創建年は不詳であるが、南知多町最古の寺院とされる[WEB 17]。平安時代末期の木造阿弥陀如来立像が愛知県指定文化財（彫刻）[WEB 18]。観音菩薩立像・勢至菩薩立像が南知多町指定文化財（彫刻）[WEB 19]。南知多三十三観音霊場17番札所[WEB 16]。
- 正衆寺 - 曹洞宗の寺院。旧称は長面寺であり、建久2年（1191年）には源頼朝から寺領を寄進された[WEB 20]。尾張藩船奉行の千賀重親が正衆寺に改称して菩提寺とした[WEB 20]。南知多三十三観音霊場19番札所[WEB 16]。
- 浄土寺 - 小佐。曹洞宗の寺院。1873年（明治6年）に東方寺が廃仏毀釈で廃寺となった後の1890年（明治23年）建立[WEB 21]。1909年（明治42年）に海岸に打ち上げられたアオウミガメを龍亀大菩薩として祀り、「お亀さん」の寺として知られる[WEB 21]。知多四国霊場番外札所。南知多三十三観音霊場16番札所[WEB 16]。
- 光明寺 - 西山浄土宗の寺院。文明元年（1469年）再興。宝暦2年（1752年）に寄進された算額は日本で4番目に古いとされる[WEB 22]。算額が愛知県指定文化財（有形民俗）[WEB 18]。地蔵菩薩立像が南知多町指定文化財（彫刻）[WEB 19]。絵馬群が南知多町指定文化財（有形民俗）[WEB 19]。南知多三十三観音霊場18番札所[WEB 16]。
- 円増寺 - 天台宗の寺院。天長5年（828年）創建、文明2年（1470年）中興[WEB 23]。背後の山の私有地には貝がら公園がある。南知多三十三観音霊場20番札所[WEB 16]。

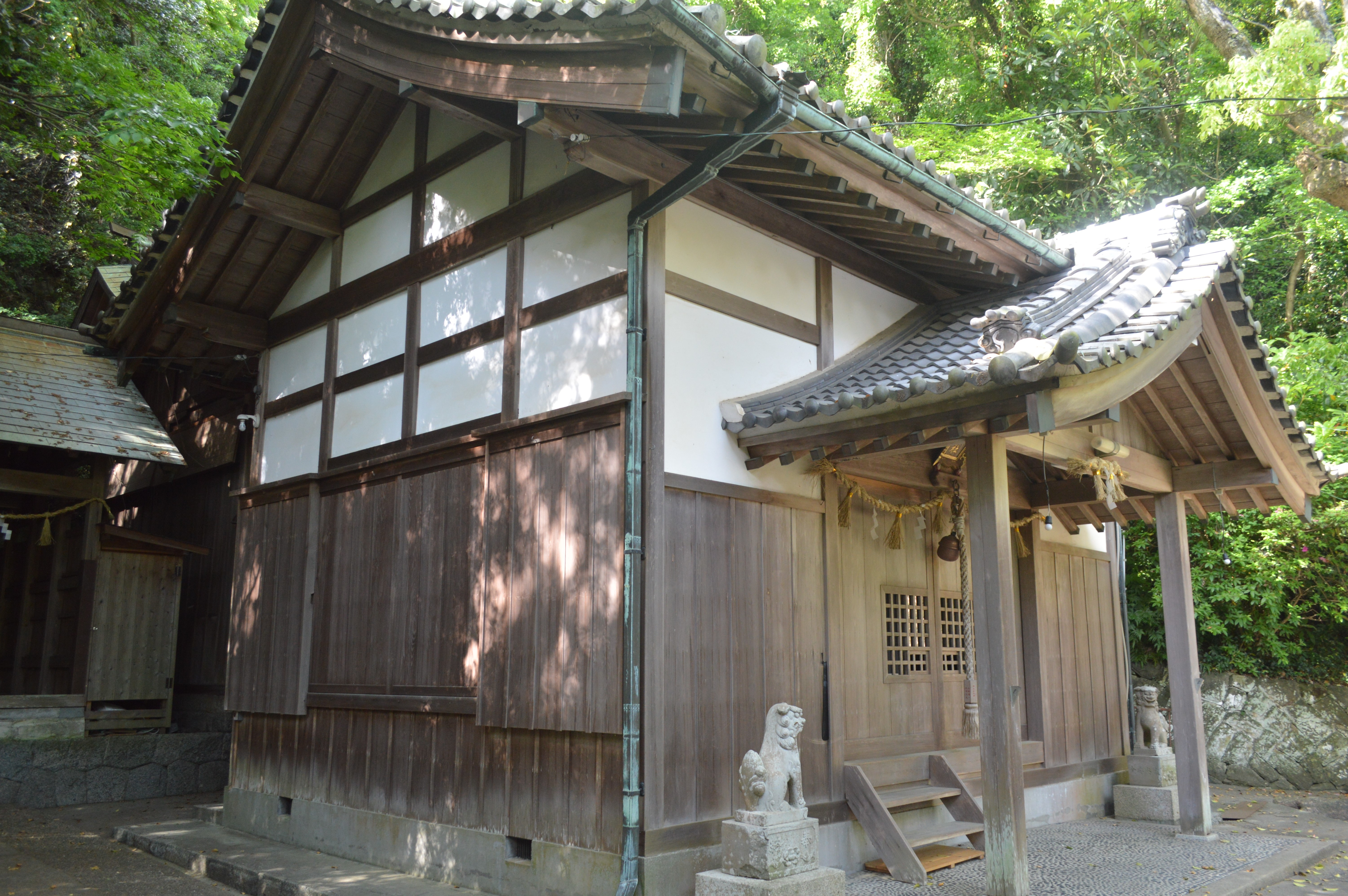
須男神社
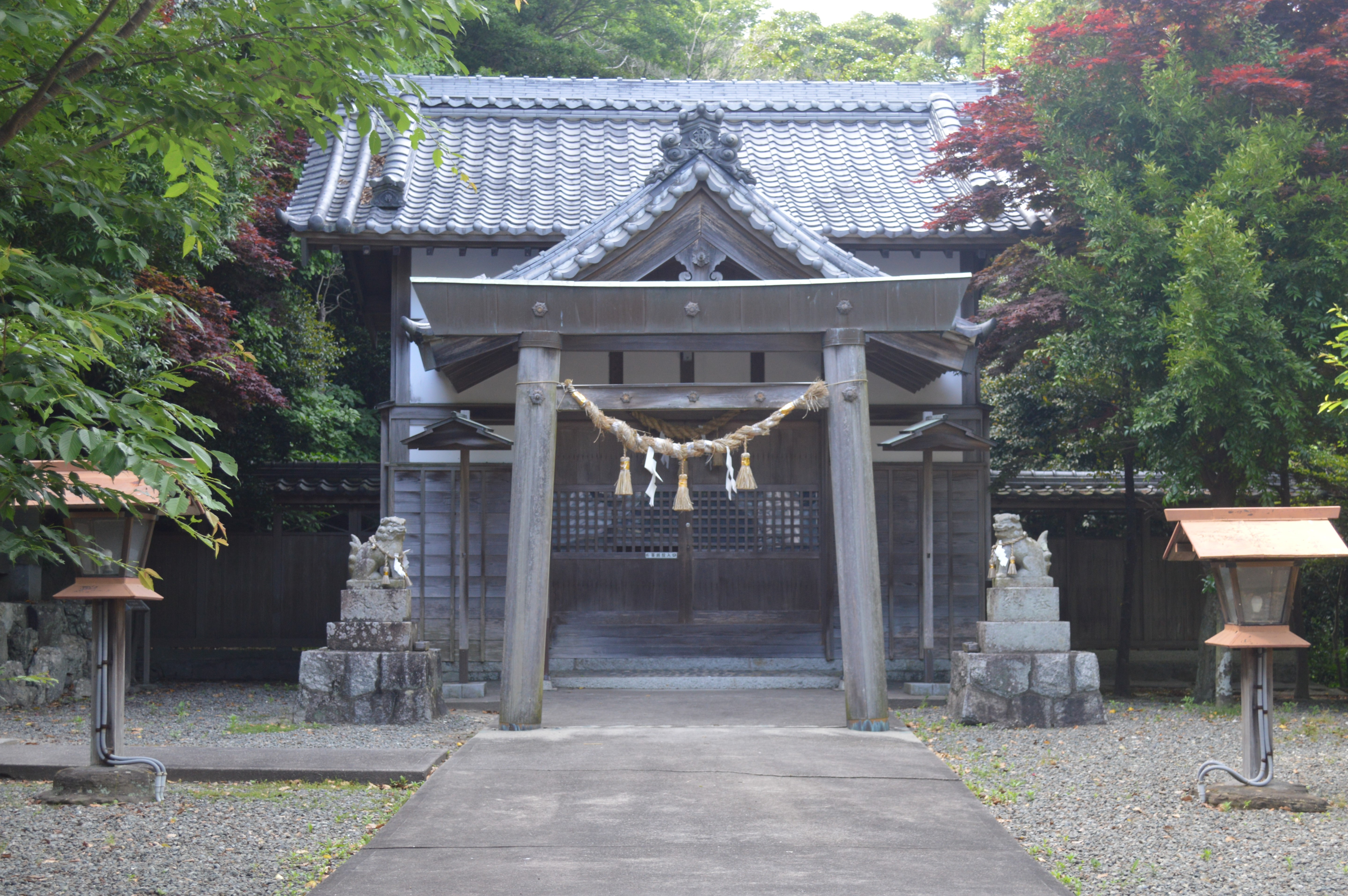
土御前神社
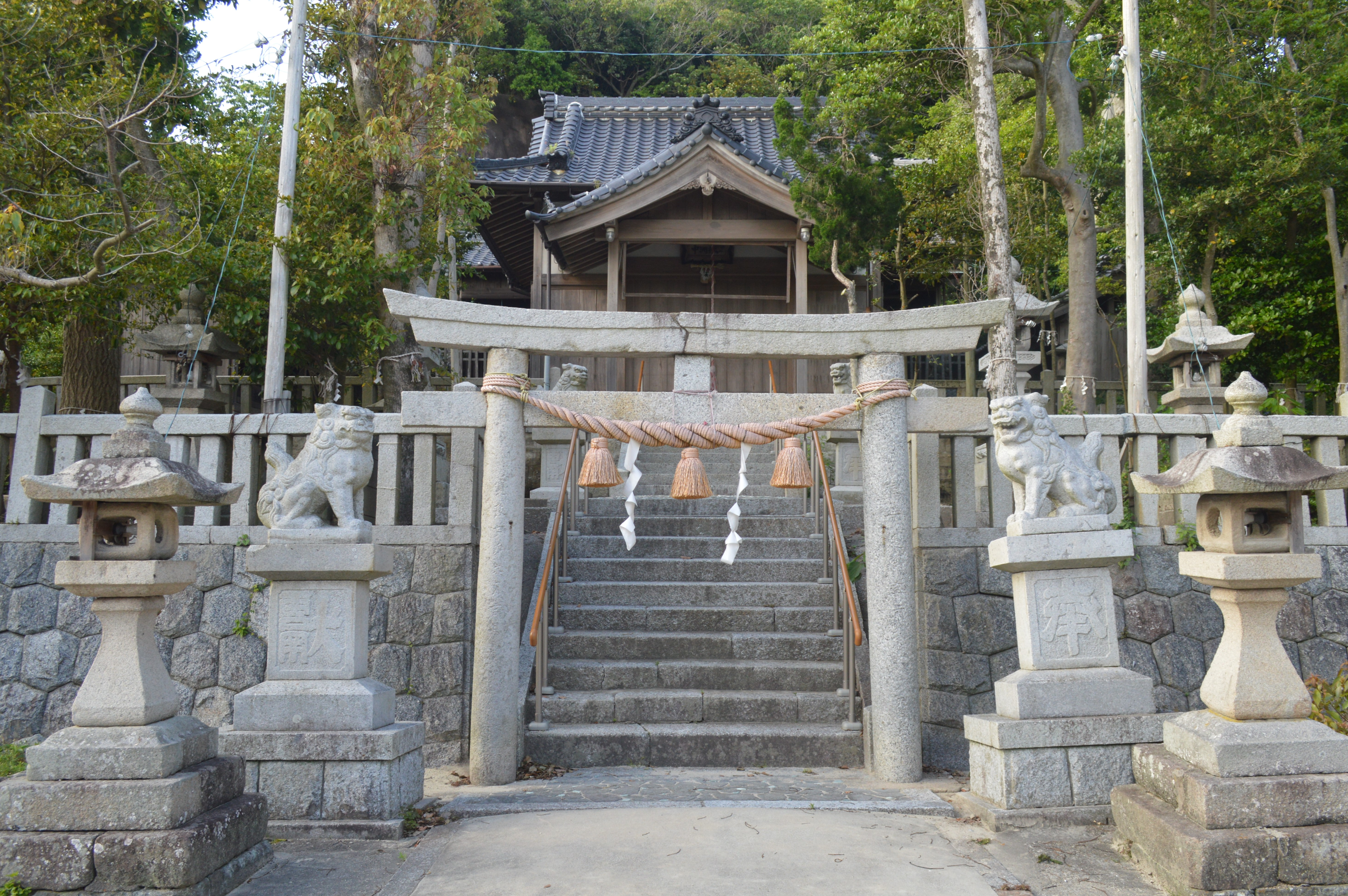
中洲神社
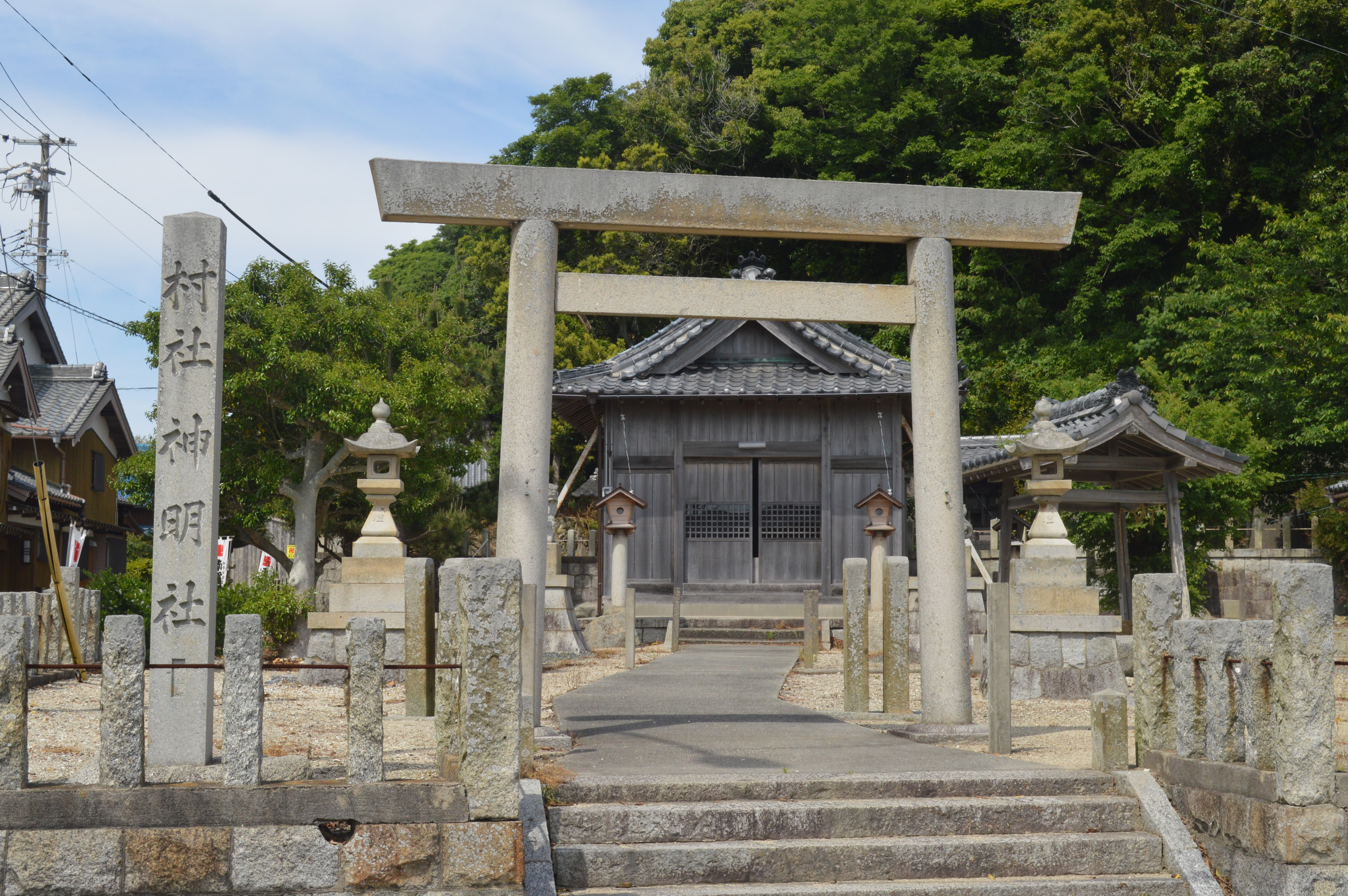
神明社
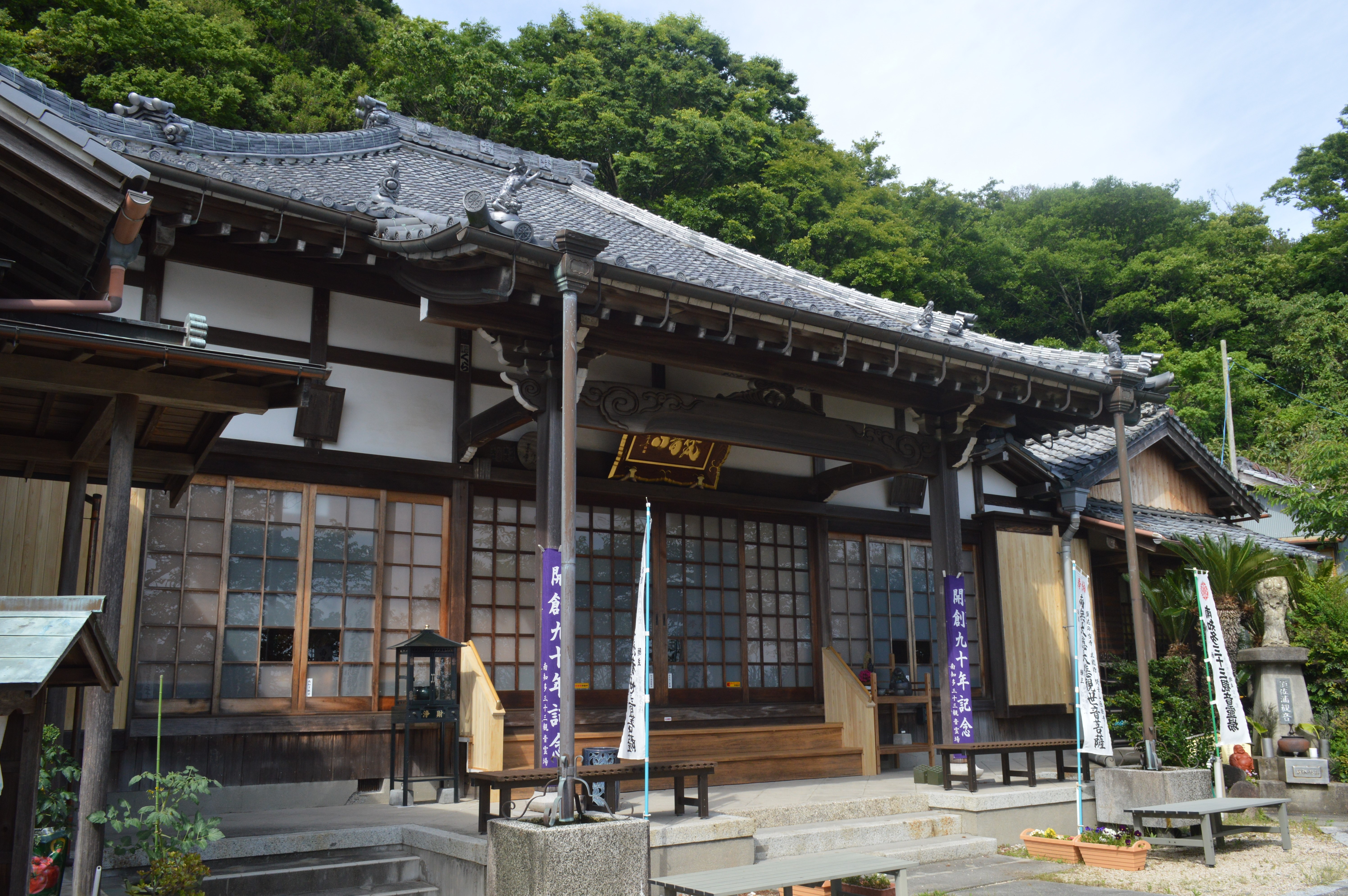
極楽寺
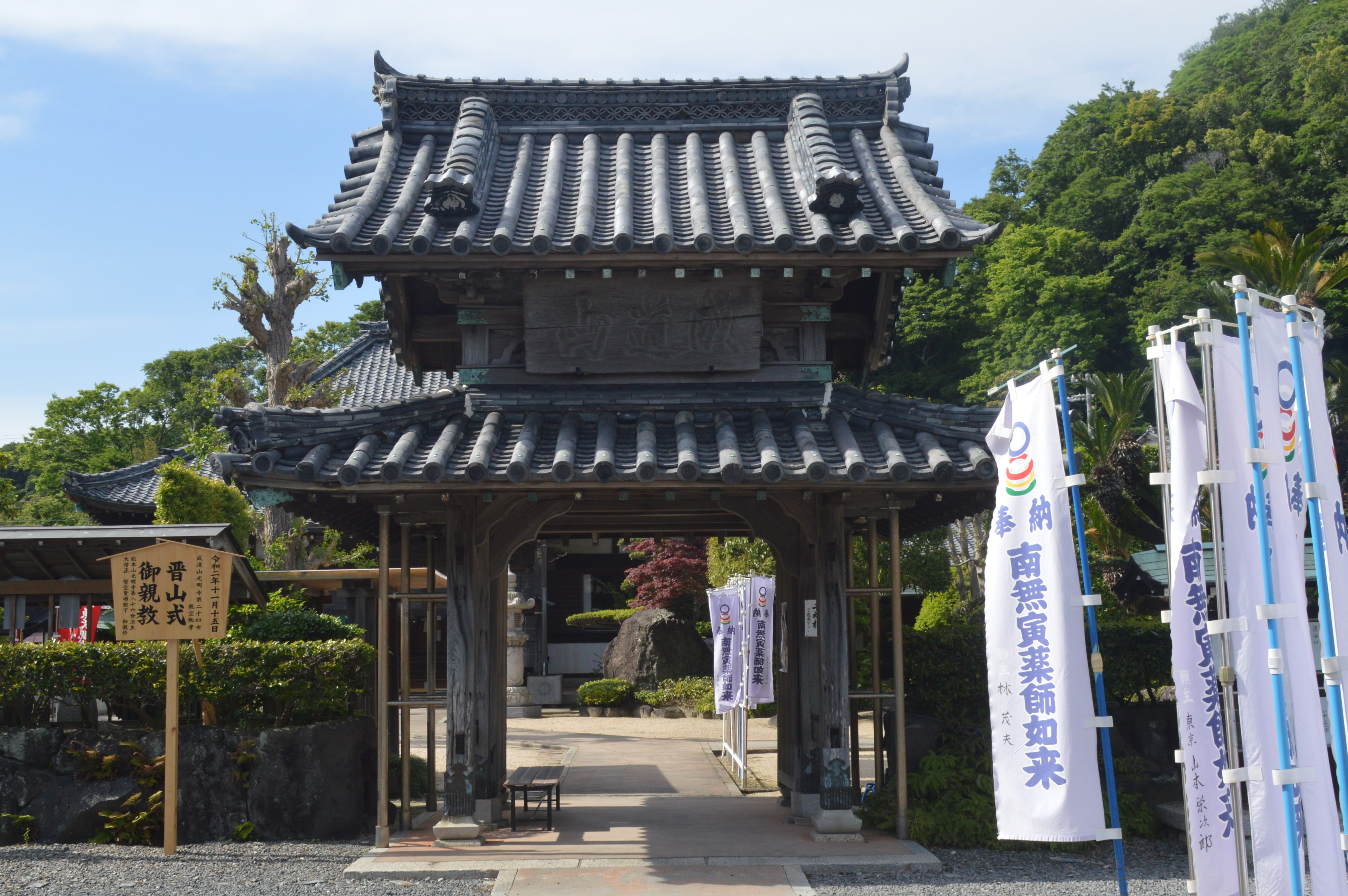
光明寺
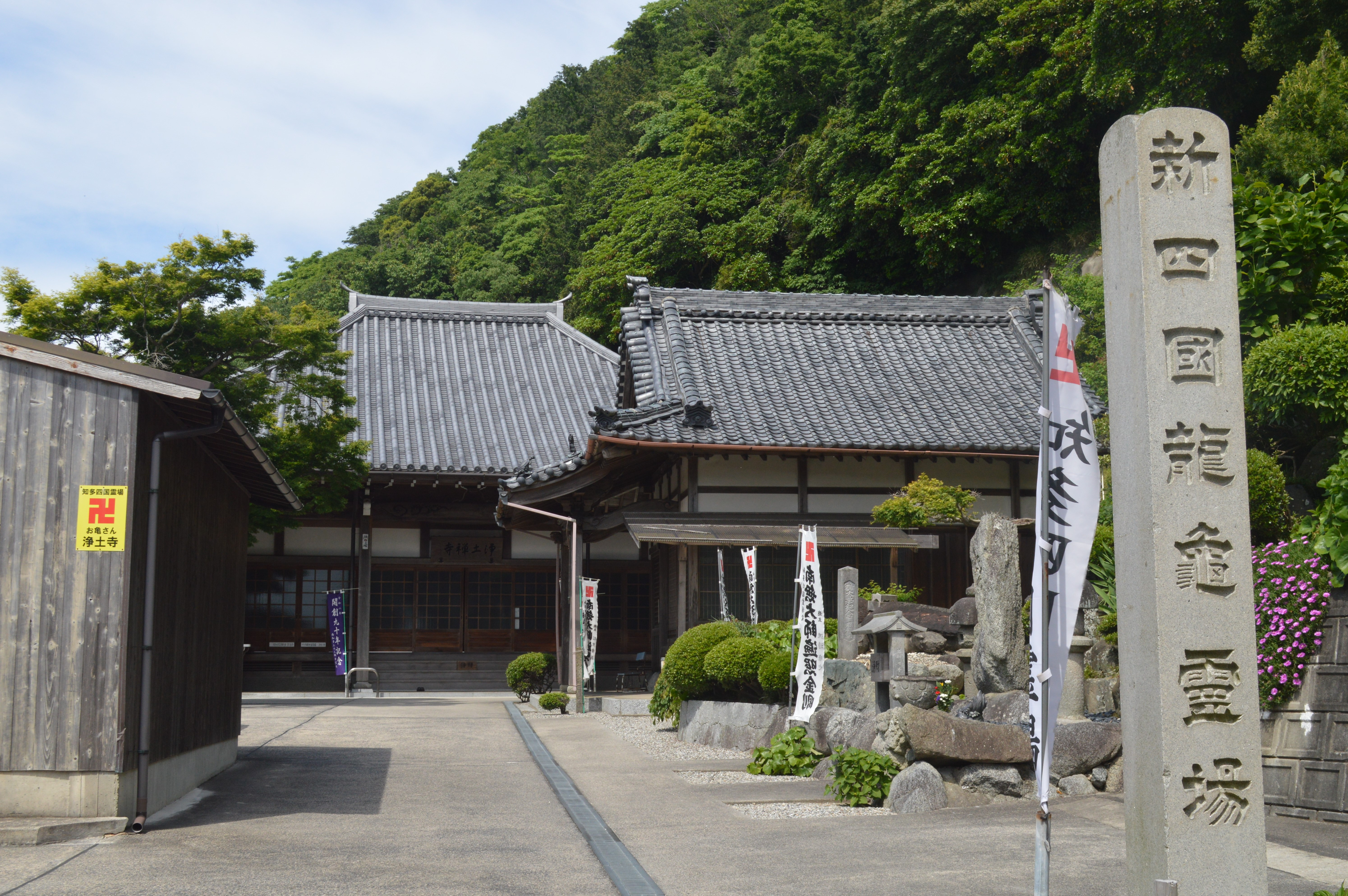
浄土寺

## 祭事・催事

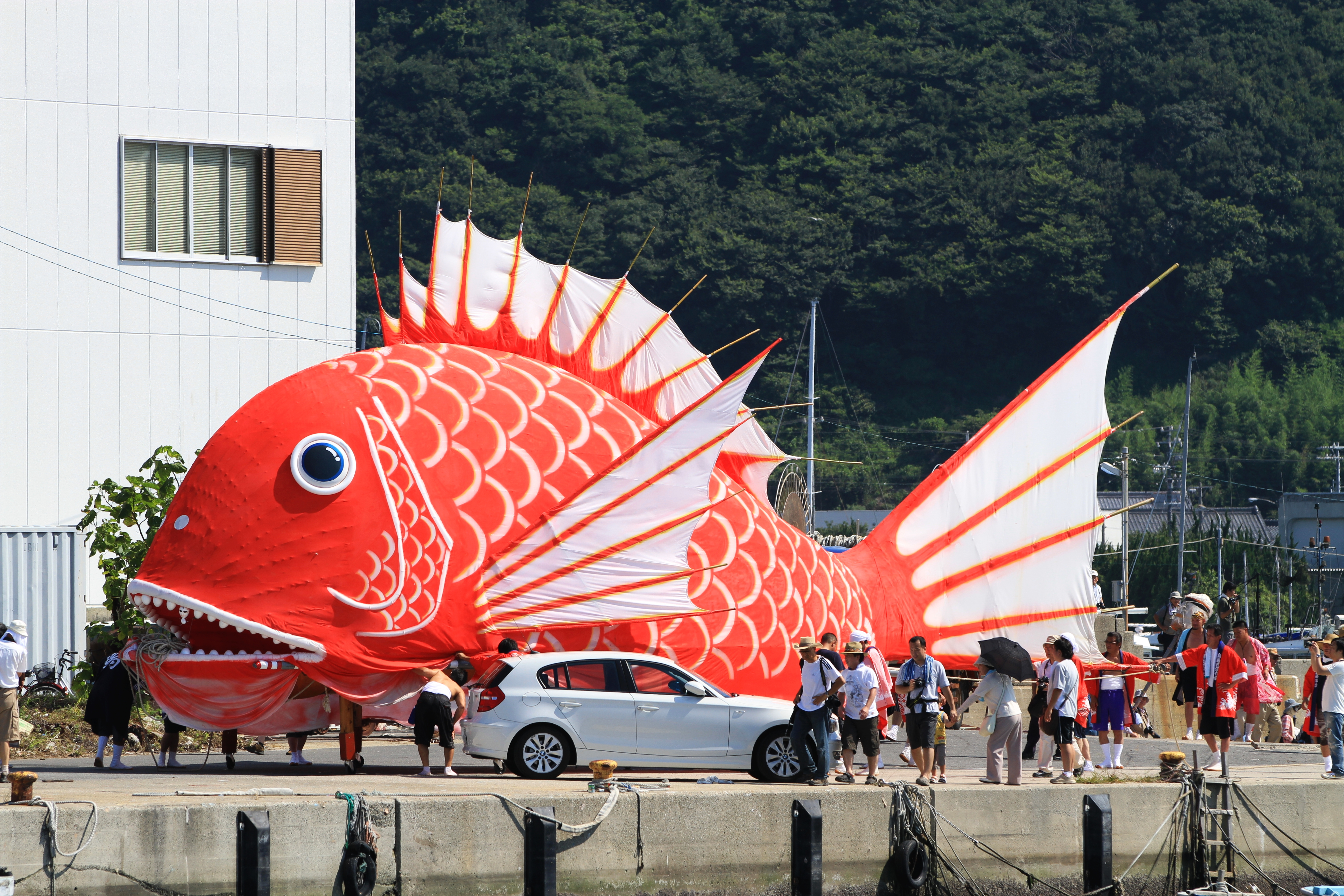
豊浜鯛まつり

- 豊浜須佐おどり - 毎年8月の盆の夜に行われる踊り[6]。戦後には日本民踊研究会会長の島田豊年によって全国に紹介された[6]。南知多町指定文化財（無形民俗）[WEB 19]。

### 豊浜鯛まつり
毎年7月、鯛の形をした張子が地区内を練り歩く豊浜鯛まつりが開催される。須佐地区と中洲地区の2か所で開催され、豊漁と航海安全が祈願される。
かつては旧暦6月10日に開催されており、豊浜祭りと呼ばれていた。1885年（明治18年）、船大工の森佐衛がハツカネズミの張子を製作したのが張子の始まりとされ、1897年（明治30年）以後には鯛の張子を製作するようになった。大正時代には大鯛の張子となったが、今日と比べると小規模な張子だった。昭和に入ると海上渡御が行われるようになった。

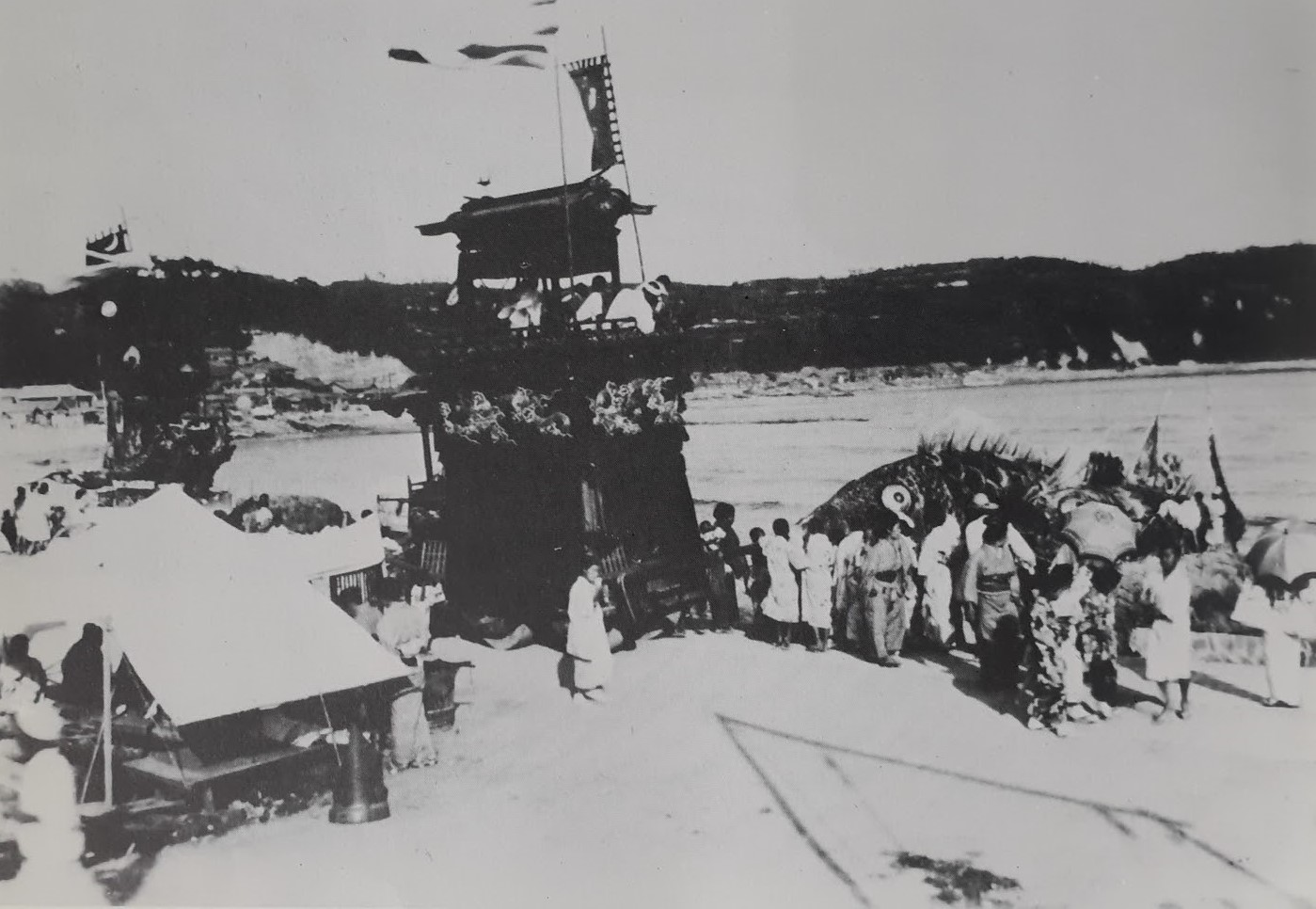
大正時代の豊浜鯛まつり

### WEB
1. ↑  “愛知県知多郡南知多町の町丁・字一覧”.   人口統計ラボ. 2024年5月6日閲覧。
2. 1 2  総務省統計局 (2022年2月10日). “令和2年国勢調査の調査結果(e-Stat) - 男女別人口，外国人人口及び世帯数－町丁・字等” (CSV). 2023年8月2日閲覧。
3. ↑  “読み仮名データの促音・拗音を小書きで表記するもの(zip形式) 愛知県” (zip).   日本郵便 (2024年2月29日). 2024年3月26日閲覧。
4. ↑  “市外局番の一覧” (PDF).   総務省 (2022年3月1日). 2022年3月22日閲覧。
5. ↑  “ナンバープレートについて”.   一般社団法人愛知県自動車会議所. 2024年1月21日閲覧。
6. ↑  総務省統計局 (2014年3月28日). “平成7年国勢調査の調査結果(e-Stat) - 男女別人口及び世帯数 －町丁・字等” (CSV). 2021年7月20日閲覧。
7. ↑  総務省統計局 (2014年5月30日). “平成12年国勢調査の調査結果(e-Stat) - 男女別人口及び世帯数 －町丁・字等” (CSV). 2021年7月20日閲覧。
8. ↑  総務省統計局 (2014年6月27日). “平成17年国勢調査の調査結果(e-Stat) - 男女別人口及び世帯数 －町丁・字等” (CSV). 2021年7月21日閲覧。
9. ↑  総務省統計局 (2012年1月20日). “平成22年国勢調査の調査結果(e-Stat) - 男女別人口及び世帯数 －町丁・字等” (CSV). 2021年7月21日閲覧。
10. ↑  総務省統計局 (2017年1月27日). “平成27年国勢調査の調査結果(e-Stat) - 男女別人口及び世帯数 －町丁・字等” (CSV). 2021年7月21日閲覧。
11. 1 2 3 4 5 6 7 8 9  南知多町のあゆみ 南知多町
12. 1 2 3 4 5  愛知県の漁港の概要 愛知県
13. 1 2 3 4  「豊浜中70年余ありがとう 23年閉校、生徒ら『偲び鯛』に思い書く」『中日新聞』2022年10月19日
14. ↑  「船出の時 南知多中4月誕生 (1) なぜ統合」『中日新聞』2023年3月15日
15. ↑  影向寺 南知多三十三観音霊場
16. 1 2 3 4 5 6  札所・寺院 一覧 南知多三十三観音霊場
17. ↑  極楽寺 南知多三十三観音霊場
18. 1 2  県指定文化財 南知多町
19. 1 2 3 4  町指定文化財 南知多町
20. 1 2  正衆寺 南知多三十三観音霊場
21. 1 2  浄土寺 南知多三十三観音霊場
22. ↑  光明寺 南知多三十三観音霊場
23. ↑  円増寺 南知多三十三観音霊場
24. 1 2  「大きな鯛が練り歩く 豊漁と海の安全祈願 」『毎日新聞』2017年7月22日

### 書籍
1. 1 2 3 4 5 6 7 8 9 10 11 12 13 14  「角川日本地名大辞典」編纂委員会『角川日本地名大辞典 23 愛知県』角川書店、1989年、p.914
2. 1 2 3 4 5 6 7  「角川日本地名大辞典」編纂委員会『角川日本地名大辞典 23 愛知県』角川書店、1989年、p.1928
3. 1 2  『日本歴史地名大系 23 愛知県』平凡社、1981年、p.515
4. ↑  『写真集 知多今昔』愛知県郷土資料刊行会、1982年、p.263
5. 1 2 3  『日本歴史地名大系 23 愛知県』平凡社、1981年、p.514
6. 1 2 3 4  南知多町誌編さん委員会『南知多町誌 本文編』南知多町、1991年、pp.865-866
7. 1 2 3 4 5 6  「角川日本地名大辞典」編纂委員会『角川日本地名大辞典 23 愛知県』角川書店、1989年、pp.914-915
8. ↑  『写真集 知多今昔』愛知県郷土資料刊行会、1982年、p.264
9. 1 2 3 4 5  『写真集 知多今昔』愛知県郷土資料刊行会、1982年、p.265
10. 1 2 3 4  『写真集 知多今昔』愛知県郷土資料刊行会、1982年、p.266